# Гриневич, Антон Антонович

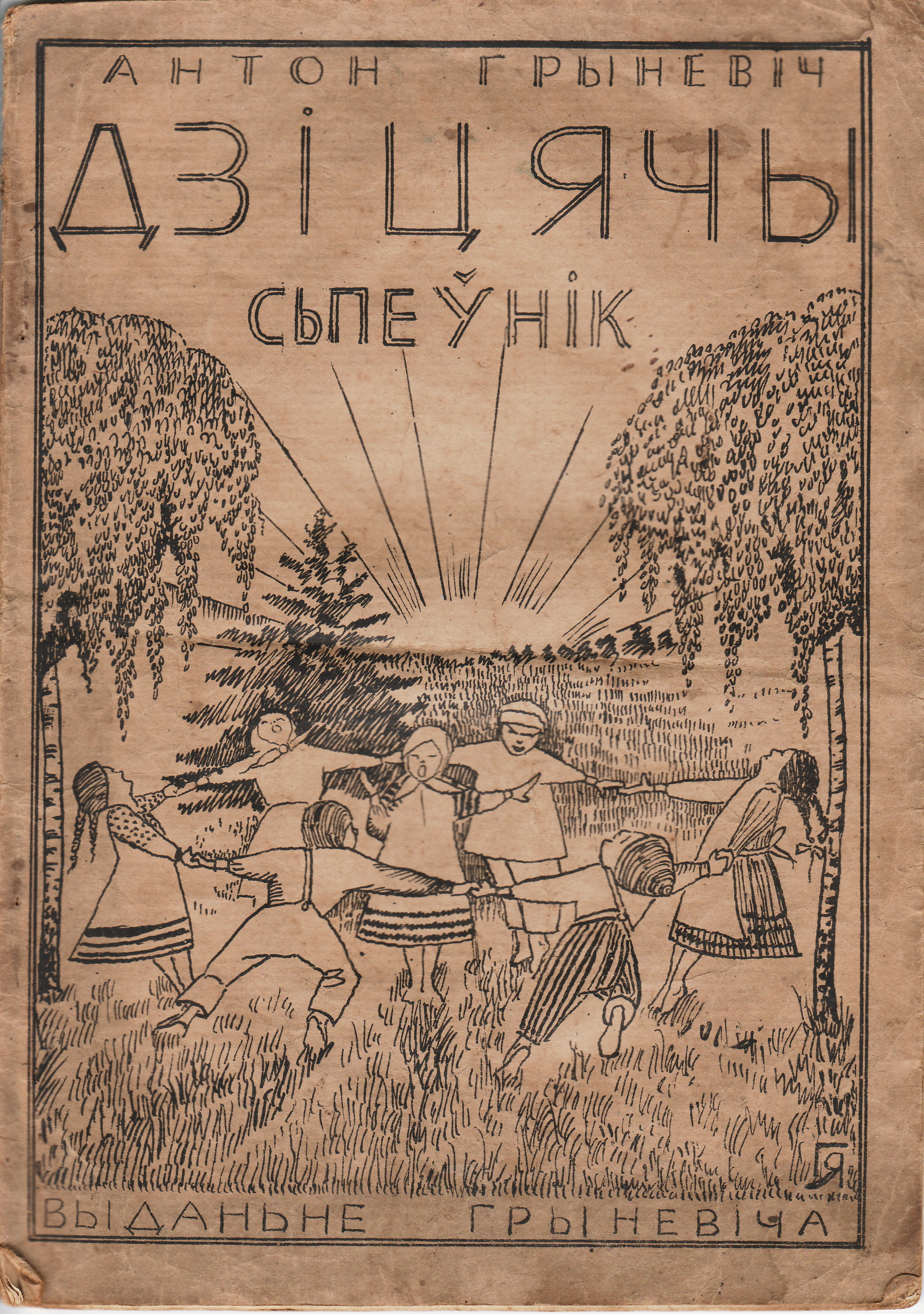
Обложка книги А. Гриневича «Детский песенник», оформленная худ. Язепом Горидом

Антон Антонович Гриневич (бел. Антон Антонавіч Грыневіч; 1877—1937) — белорусский общественно-политический деятель, фольклорист, композитор, издатель, музыкальный педагог.

## Биография
Родился на хуторе Ивановщина Лепельского уезда Витебской губернии (ныне Полоцкий район).
Закончил Дисненское городское училище.
Член издательского товарищества «Загляне сонца і у наша аконца». В 1910 году основал в Петербурге «Издательство Антона Гриневицкого», которое выпускало произведения белорусской литературы и музыки.
С 1920 года жил в Вильно, работал секретарем в Товариществе белорусских школ, преподавал музыку в Виленской белорусской гимназии.
Вскоре был арестован польской дефензивой, отбывал заключение в варшавской тюрьме. После освобождения был уволен польскими властями из Виленской белорусской гимназии за неблагонадёжность. Вновь попал под следствие. Бежал в БССР.
С 1925 года в Минске, работал в Институте белорусской культуры, в 1929—1930 годы — в Академии наук БССР. С 1930 года пенсионер. Проживал до 1933 года после выхода на пенсию в Городке.
Арестован 6 сентября 1933 года и по постановлению внесудебного органа от 9 января 1934 года заключен в исправительно-трудовой лагерь сроком на 10 лет. Отбывал наказание в Саловицкой тюрьме. Особой тройкой УНКВД ЛО 25 ноября 1937 года приговорен по ст. 58-10-11 УК РСФСР к высшей мере наказания. Расстрелян в Ленинграде 8 декабря 1937 года.
Реабилитирован 16 августа 1956 г. КГБ при СМ БССР.

## Основные научные труды и достижения
Собрал и издал ряд музыкальных сборников, являлся автором и издателем учебной литературы:
- Беларускія песьні з нотамі (2 штуки).
- Дзіцячы спяўнік, 1928.
- Школьны спяўнік.
- Народны спяўнік.
- Навуку спяву, 1923, 1932.
- Як трымацца змалку.

## В память
В 2007 году в память Антона Антоновича Гриневича в деревне Шпаковщина (Полоцкий район) был установлен памятный знак.